# Суперкубок Грузії з футболу 2023
Суперкубок Грузії з футболу 2023 — 22-й розіграш турніру. Матчі відбулися в червні та липні 2023 року між чотирма найсильнішими командами Грузії 2022 року.
| Володар Суперкубка Грузії 2023  |
| ------------------------------- |
|                                 |
| Динамо (Тбілісі) Дев'ятий титул |

## Формат
У турнірі взяли участь переможець Кубка Грузії та три найкращі команди Ліги Еровнулі:
- Чемпіон Грузії — Динамо (Тбілісі)
- Віцечемпіон Грузії — Динамо (Батумі)
- Бронзовий призер Ліги Еровнулі — Діла
- Володар Кубка Грузії — Торпедо (Кутаїсі)

## Півфінали
| 30 червня 2023 16:00 (EEST) |

| Торпедо (Кутаїсі)                                                      | 0:0      | Динамо (Батумі)                                                        |
| ---------------------------------------------------------------------- | -------- | ---------------------------------------------------------------------- |
|                                                                        | Протокол |                                                                        |
|                                                                        | Пенальті |                                                                        |
| - Шергелашвілі - Гігаурі - Кобуладзе - Кабальєро - Арабідзе - Бугрідзе | 5:6      | - Кобахідзе - Мамучашвілі - Бідзінашвілі - Якобсен - Фламаріон - Балич |

| Ерос Манджгаладзе, Самтредія Арбітр: Георгій Круашвілі |

| 30 червня 2023 19:00 (EEST) |

| Динамо (Тбілісі)                             | 1:1      | Діла                                              |
| -------------------------------------------- | -------- | ------------------------------------------------- |
| Улад Омар 72'                                | Протокол | Гоміс 90+4'                                       |
|                                              | Пенальті |                                                   |
| - Кіркітадзе - Хараїшвілі - Осей - Йобашвілі | 4:2      | - Алеф Сантос - Читеїшвілі - Гоміс - Сардалішвілі |

| Стадіон імені Михайла Месхі, Тбілісі Арбітр: Іраклі Квірікашвілі |

## Матч за третє місце
| 4 липня 2023 19:00 (EEST) |

| Торпедо (Кутаїсі)                                                                  | 0:0      | Діла                                                                           |
| ---------------------------------------------------------------------------------- | -------- | ------------------------------------------------------------------------------ |
|                                                                                    | Протокол |                                                                                |
|                                                                                    | Пенальті |                                                                                |
| - Надарая - Гігаурі - Кобуладзе - Кабальєро - Арабідзе - Сандохадзе - Шергелашвілі | 5:4      | - Читеїшвілі - Тевладзе - Кухіанідзе - Андронікашвілі - Вандерсон - Гейл - Ету |

| Стадіон Рамаза Шенгелія, Кутаїсі Арбітр: Дженер Хорава |

## Фінал
| 4 липня 2023 19:00 (EEST) |

| Динамо (Тбілісі)                                                         | 1:1      | Динамо (Батумі)                                                       |
| ------------------------------------------------------------------------ | -------- | --------------------------------------------------------------------- |
| Сігуа 77'                                                                | Протокол | Фламаріон 25'                                                         |
|                                                                          | Пенальті |                                                                       |
| - Схіртладзе - Камара - Хараїшвілі - Моісцрапішвілі - Майсурадзе - Сігуа | 4:3      | - Кобахідзе - Мамучашвілі - Заріа - Мосіашвілі - Фламаріон - Харебава |

| Динамо Арена імені Бориса Пайчадзе, Тбілісі Арбітр: Давіт Харітонашвілі |

| В                   | 17 | Гіоргі Лорія           |     |     |
| З                   | 24 | Давіт Кобурі           |     | 46' |
| З                   | 13 | Джемал Табідзе         |     |     |
| З                   | 33 | Гагі Маргвелашвілі     |     |     |
| З                   | 2  | Ніколоз Малі           |     | 46' |
| ПЗ                  | 6  | Леван Осікмашвілі      |     | 58' |
| ПЗ                  | 18 | Барнс Осей             |     | 70' |
| ПЗ                  | 28 | Усмане Камара          |     |     |
| ПЗ                  | 11 | Імран Улад Омар        |     | 63' |
| ПЗ                  | 12 | Георгій Хараїшвілі     |     |     |
| Н                   | 7  | Давіт Схіртладзе (к)   | 57' |     |
| Запасні:            |    |                        |     |     |
| В                   | 1  | Давіт Кереселідзе      |     |     |
| З                   | 4  | Саба Хвадагіані        |     |     |
| З                   | 21 | Лука Лаквехеліані      |     | 46' |
| З                   | 31 | Гіоргі Майсурадзе      |     | 46' |
| З                   | 34 | Лука Лацабідзе         |     |     |
| ПЗ                  | 8  | Георгій Моісцрапішвілі |     | 58' |
| ПЗ                  | 23 | Торніке Кіркітадзе     |     | 70' |
| ПЗ                  | 38 | Габріель Сігуа         |     | 63' |
| Н                   | 14 | Джадулі Йобашвілі      |     |     |
| Головний тренер:    |    |                        |     |     |
| Георгій Чіабрішвілі |    |                        |     |     |

| В                | 31 | Антон Чичкан         |       |     |
| З                | 2  | Гурам Гіорбелідзе    |       | 60' |
| З                | 33 | Саша Балич           | 90+3' |     |
| З                | 23 | Мамука Кобахідзе (к) |       |     |
| З                | 35 | Грігол Чабрадзе      |       |     |
| ПЗ               | 3  | Бенджамін Теїді      |       | 87' |
| ПЗ               | 5  | Іван Литвиненко      |       | 60' |
| ПЗ               | 24 | Іраклі Бідзінашвілі  |       | 60' |
| Н                | 8  | Александер Якобсен   |       | 74' |
| Н                | 40 | Фламаріон            |       |     |
| Н                | 17 | Владімер Мамучашвілі |       |     |
| Запасні:         |    |                      |       |     |
| В                | 13 | Лука Харатішвілі     |       |     |
| З                | 4  | Лука Капіанідзе      |       |     |
| З                | 15 | Мухран Багратіоні    |       |     |
| З                | 30 | Георгій Харебава     |       | 87' |
| ПЗ               | 6  | Цотне Мосіашвілі     |       | 60' |
| ПЗ               | 7  | Гіоргі Заріа         |       | 60' |
| ПЗ               | 9  | Торніке Капанадзе    |       | 74' |
| ПЗ               | 27 | Паата Гудушаурі      |       | 60' |
| Н                | 11 | Мате Вацадзе         |       |     |
| Головний тренер: |    |                      |       |     |
| Гія Гегучадзе    |    |                      |       |     |